# کوم گوان
کوم گوان (به انگلیسی: Cwm Gwaun) یک منطقهٔ مسکونی در بریتانیا است که در پمبروکشر واقع شده‌است. کوم گوان ۳۱۳ نفر جمعیت دارد.